# محمود قراگوزلو
میرزا محمودخان قراگوزلو (زادهٔ ۱۲۰۷ – درگذشته ۱۲۶۶ خورشیدی) ملقب به ناصرالملک (در ۱۲۷۵ ه‍.ق) و فرمانفرما (در ۱۳۰۳ ه‍.ق) از رجال سیاسی ایران در دورهٔ قاجار بود.

## زندگی
میرزا محمودخان پسر فضل‌الله خان از بزرگان طایفهٔ سرابندی قراگوزلوی همدان و پدربزرگ ابوالقاسم ناصرالملک (دومین نایب‌السلطنهٔ احمد شاه قاجار) است.
در زمان امیرکبیر به نیاب آجودان‌باشی برگزیده شد. در ۱۲۷۰ ه‍.ق مصلحت‌گذار (کاردار) ایران در سن‌پترزبورگ شد. پس از چند سال به دربار احضار شد و در ۱۲۷۵ قمری به مقام فرماندهی کل سواره‌نظام منصوب گردید.
در ۱۲۷۶ ه‍.ق وزیر تجارت و صنایع گردید و به عضویت دارالشورای کبری دولتی درآمد. در همین سال نشان تمثال همایون را دریافت کرد. کمی بعد به منصب مشیری خاص حضور همایون نائل شد. در ۱۲۷۸ ه‍.ق موظف به اتمام ساخت راه گیلان شد.
در ۱۲۷۹ ه‍.ق وزیرمختار ایران در بریتانیا شد و تا ۱۲۸۱ ه‍.ق در آن جا ماند. سپس به‌عنوان سفیر فوق‌العاده به پاریس رفت.
در ۱۲۸۸ ه‍.ق باز به عضویت دارالشورای کبری درآمد. در ۱۲۸۹ ه‍.ق معاون صدراعظم (میرزا حسین‌خان سپهسالار) شد و با رتبهٔ امیرتومانی رئیس شورای عسکریه (شورای جنگ) گردید.
در ۱۲۹۲ ه‍.ق حاکم گیلان و در ۱۲۹۹ ه‍.ق حاکم کرمانشاهان و کردستان شد.
پس از فوت میرزا سعید خان انصاری به وزارت امور خارجه رسید.
در ۱۳۰۳ ه‍.ق حاکم خراسان شد و در ۱۳۰۴ ه‍.ق به تهران بازگشت.
ناصرالملک در ۸ ربیع‌الثانی ۱۳۰۵ ه‍.ق (۳ دی ۱۲۶۶ ه‍.خ) در گذشت.

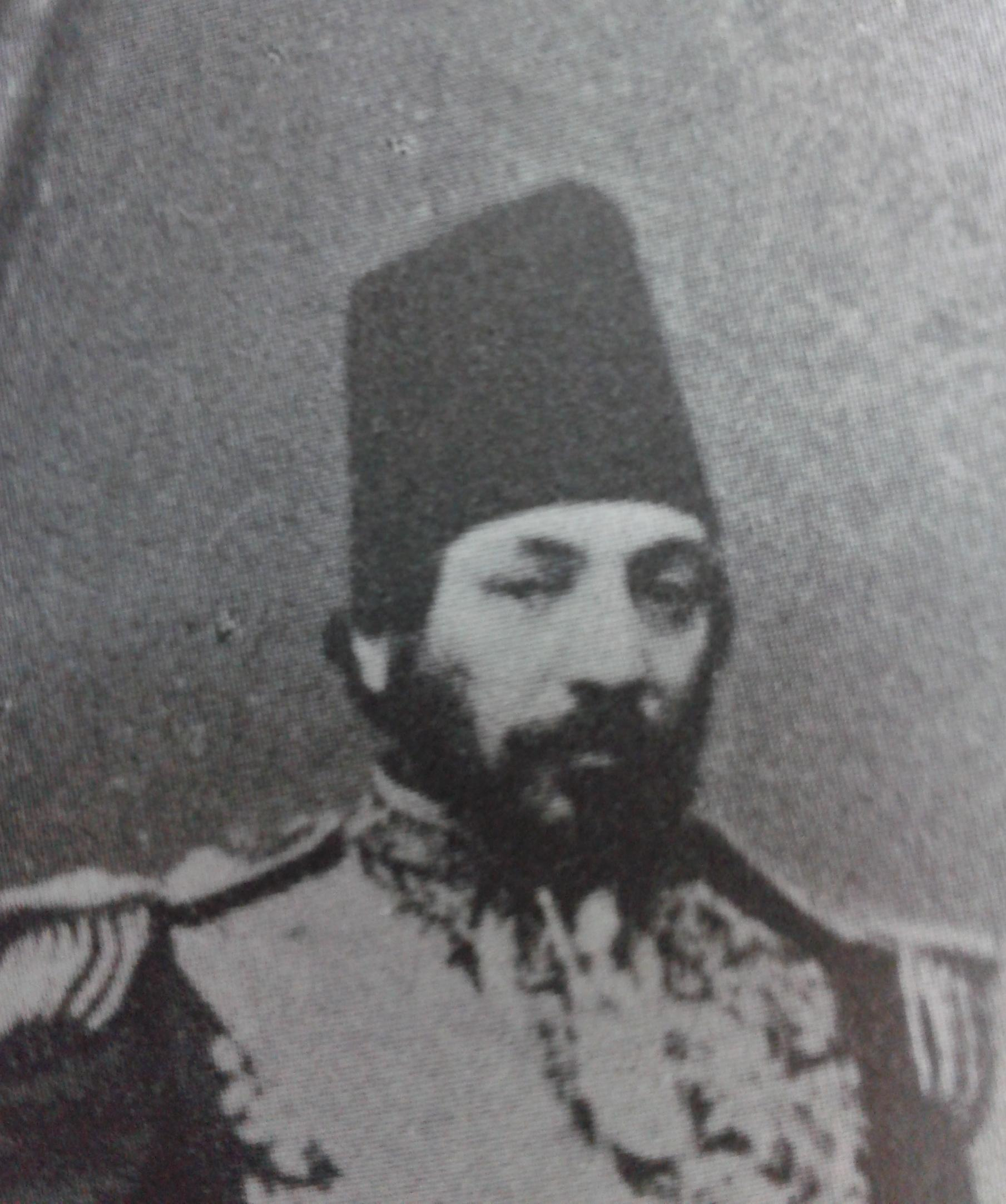

ناصرالملک آثار بسیاری بر جای گذاشته از جمله در معماری و طراحی و راه‌سازی، حجاری، نجاری، چینی‌سازی، مجسمه‌سازی، سنگ‌بری و صنایع دستی، پرورش کرم ابریشم و کشاورزی، ایجاد چمنزار و باغچه به سبک اروپا، کشف و به‌کارگیری معادن زغال‌سنگ. وی همچنین نخستین کارخانهٔ نساجی ایران را به مبلغ نود هزار تومان خرید که ولی پس از مدتی از کار افتاد. در زمان وزیرمختاری وی در انگلستان، پنج تن برای تحصیل به انگلستان فرستاده شدند که بنا به نظر ناصرالملک، به تحصیل در رشتهٔ علوم دریایی پرداختند. اعتمادالسلطنه به خدمت ناصرالملک در ادارهٔ بنایی دیوان اعلی و ادارهٔ اوراق دولتی، بدون ذکر سال، اشاره کرده‌است.